# Vụ vận chuyển chất cấm của tiếp viên Vietnam Airlines
Vào ngày 16 tháng 3 năm 2023, lực lượng hải quan tại cửa khẩu sân bay quốc tế Tân Sơn Nhất, Thành phố Hồ Chí Minh đã phát hiện 4 tiếp viên của Hãng hàng không Quốc gia Việt Nam (Vietnam Airlines) vận chuyển chất cấm bao gồm thuốc lắc và ma tuý từ Pháp về Việt Nam thông qua chuyến bay VN10. Vụ việc đã gây chấn động ngành hàng không Việt Nam khi 11,48 kg chất cấm đã được vận chuyển thông qua một chuyến bay của Hãng hàng không Quốc gia. Các cá nhân trong vụ việc bao gồm Trần Thị Thu Ngân, Võ Tú Quỳnh, Đặng Phương Vân, B.T.P.T. và Nguyễn Thanh Thủy – tiếp viên trưởng của chuyến bay – đã bị bắt giữ để tiến hành điều tra vụ án. Vụ việc đã được xem là chưa từng có tiền lệ tại Việt Nam.
Việt Nam được cho là một trong những quốc gia xử phạt rất nghiêm khắc về ma túy khi chỉ cần tàng trữ từ 100 gram ma túy đã có thể bị phạt tù chung thân đến mức tử hình. Mặc dù việc xử phạt rất nghiêm khắc nhưng Việt Nam vẫn được đánh giá là một trung tâm vận chuyển ma túy qua Tam giác Vàng, một trong những khu vực sản xuất ma túy lớn nhất trên thế giới khi giao thoa giữa Trung Quốc, Lào, Thái Lan và Myanmar. Tuy nhiên, số lượng các lô hàng ma túy — đáng chú ý nhất là thuốc lắc — hầu hết đều được vận chuyển từ châu Âu sang. Theo Phó Giám đốc Công an Thành phố Hồ Chí Minh, đây sẽ là đường dây ma túy lớn nhất lịch sử Việt Nam.

## Diễn biến và điều tra

### Khởi nguồn điều tra
Vào tối ngày 16 tháng 3, đại diện của Cục Hàng không Việt Nam thông tin về việc tạm giữ 4 nữ tiếp viên hàng không của Vietnam Airlines sau khi phát hiện họ mang hơn 10 kg thuốc lắc và ma túy (bao gồm ketamine và cocain) trên chuyến bay từ Pháp về Việt Nam. Đây là chuyến bay chặng CDG – SGN hạ cánh tại Việt Nam vào lúc 8 giờ 10 phút ngày 16 tháng 3 năm 2023 (theo giờ Hà Nội). Quá trình điều tra cũng đã được đưa cho Công an Thành phố Hồ Chí Minh phối hợp cùng Cục Cảnh sát điều tra tội phạm về ma túy trực thuộc Bộ Công an thực hiện. Sang ngày 17 tháng 3, cuộc họp báo đầu tiên về vụ việc đã được Cục Hải quan Thành phố Hồ Chí Minh thông tin đến báo chí. Khi bị bắt giữ các đối tượng được cho là đã tỏ ra bất ngờ.
Theo cơ quan điều tra, các nữ tiếp viên hàng không đã cất giấu 8.400 gram viên nén màu xám và 3.080 gram chất bột màu trắng ngụy trang thành các tuýp kem đánh răng. Cụ thể, Võ Tú Quỳnh (sinh năm 1993) có một vali chứa 43 tuýp kem đánh răng hiệu "Signal Expert White" bên trong chứa chất ma túy và ước lượng khoảng 2,18 kg viên nén màu xám, 1 kg chứa chất bột màu trắng; hành lý của tiếp viên Trần Thị Thu Ngân (sinh năm 1993) chứa 0,78 kg viên nén màu xám; Nguyễn Thanh Thuỷ (sinh năm 1986) chứa 43 tuýp kem đánh răng với 2,18 kg viên nén màu xám, 1 kg chứa chất bột màu trắng – đồng thời cô cũng là tiếp viên trưởng của Đoàn; cuối cùng là Đặng Phương Vân (sinh năm 1996) chứa 2,02 kg viên nén màu xám và 2 kg chứa chất bột trắng với tổng trọng lượng là 4,02 kg, nhiều nhất trong 4 tiếp viên hàng không. Vân cũng chỉ vừa mới trở thành tiếp viên trong một năm trước khi bị bắt giữ. Tổng số chất cấm được vận chuyển là 11,48 kg. Số chất cấm của các nữ tiếp viên đã bị phát hiện sau khi lực lượng hải quan thực hiện sàng lọc, soi chiếu và nghi vấn ma túy trước khi kiểm tra trực tiếp. Tại sân bay Pháp, hành lý của các nữ tiếp viên được cho là không có dấu hiệu bất thường cho đến khi tới sân bay Tân Sơn Nhất thì mới bị phát hiện. Vai trò của Thu Ngân được đánh giá là rất quan trọng trong vụ án.
Sau khi bị tạm giam, các nữ tiếp viên đã khai khi ở Pháp đã có một đồng nghiệp người Việt Nam đang lưu trú tại Pháp nhờ các cô xách hàng về nước rồi nhận được 10 triệu đồng. Các tiếp viên này cũng khẳng định bản thân đã mở ra xem và thấy là tuýp kem đánh răng nên đã nhận lời. Sau đó, các nữ tiếp viên đã trao đổi và chia nhỏ các tuýp kem đánh răng về nước. Theo VnExpress, phía chính quyền đã làm việc với "người giới thiệu nguồn hàng cho 4 nữ tiếp viên mang về nước" và xác định tất cả các nguồn hàng chỉ được trao đổi qua tin nhắn. Đến ngày 21 tháng 3, lực lượng công an Thành phố Hồ Chí Minh đã thực hiện lệnh khám xét nơi ở của các tiếp viên hàng không nhưng không phát hiện bất kỳ viên ma túy hay chất cấm nào.
Đến chiều 22 tháng 3, Cơ quan Cảnh sát điều tra Công an TP. HCM đã ra quyết định trả tự do cho bốn tiếp viên Vietnam Airlines vận chuyển ma túy vì chưa đủ cơ sở khởi tố. Lý do được cơ quan điều tra đưa ra là do các nữ tiếp viên không biết được bên đã bị trà trộn và cất giấu ma túy. Việc trả tự do cho các tiếp viên hàng không được phía chính quyền địa phương đưa ra là dựa trên nguyên tắc suy đoán vô tội. Trong thời điểm đó, cơ quan công an đã thông tin chưa khởi tố dự án. Tuy nhiên, đến cuối tháng 3 thì chính quyền địa phương xác nhận đã khởi tố vụ án. Hôm 27 tháng 3, phía chính quyền địa phương đã thông tin thêm một tiếp viên hàng không thứ 5 có liên quan đến vụ việc là B.T.P.T. – cô là người đã cung cấp số điện thoại người gửi hàng tại Pháp cho Trần Thị Thu Ngân. Từ đây, Ngân đã chia số hàng cho 3 tiếp viên hàng không còn lại. Ngoài ra, chính quyền địa phương cũng đã xác nhận T. đã bị bắt giữ cùng lúc với 4 tiếp viên hàng không còn lại.

### Điều tra và các vụ bắt giữ liên quan sau đó
Theo Phó Giám đốc Công an Thành phố Hồ Chí Minh, sau khi lập chuyên án truy xét, cơ quan này đã phát hiện sớm ra 36 đối tượng và những kẻ cầm đầu tại huyện Yên Thành, tỉnh Nghệ An. Các đối tượng này đa phần lợi dụng phụ nữ trong việc vận chuyển trái phép chất ma túy. Theo cơ quan chức năng, trong 327 tuýp kem đánh răng cùng 17 chai nước xúc miệng bị thu giữ thì có 157 tuýp cất giấu ma túy, chính vì vậy mà "không đủ căn cứ để xử lý hình sự" các tiếp viên hàng không. Việc các tiếp viên hàng không vận chuyển chất cấm là do các đối tượng cầm đầu "tận dụng" do các tiếp viên hàng không này thường xuyên sử dụng vali thừa cân để vận chuyển hàng hóa về Việt Nam. Đây cũng là thương vụ thứ 7 của nhóm này tại Việt Nam và là thương vụ đầu tiên qua sân bay Tân Sơn Nhất.
Ngay sau đó nhiều thương vụ vận chuyển chất cấm cũng đã bị bắt giữ với 6 chuyến hàng vận chuyển thông qua sân bay Nội Bài rồi vận chuyển nhanh trong nước về Đồng Nai, Bình Dương, Thành phố Hồ Chí Minh và các tỉnh, thành khác. Tính đến 30 tháng 4 năm 2023, 22 vụ án đã bị phơi bày với 65 đối tượng bị khởi tố cùng 12 đối tượng bị xử phạt hành chính. Bấy giờ, cơ quan điều tra địa phương đã thu giữ 50 kg ma túy tổng hợp nhiều loại. Hết tháng 5, số lượng vụ án bị khởi tố tăng lên 57 vụ với 129 đối tượng bị khởi tố cùng 37 đối tượng bị xử phạt hành chính. 60 kg ma túy tổng hợp các loại đã bị thu giữ. Trả lời phòng viên, theo Cơ quan cảnh sát điều tra Công an Thành phố Hồ Chí Minh, đến hết ngày 6 tháng 3, số lượng vụ án bị khởi tố lên tới 183 vụ và bắt giữ 502 bị can cũng như 86 người bị xử phạt hành chính. Tổng cộng đã có hơn 138 kg ma túy đã được giao dịch với tổng số tiền là 22.000 tỷ đồng. Đồng thời, thu giữ 165 kg ma túy, 10 khẩu súng cùng các hung khí các loại. Trả lời trên tờ VietNamNet, Phó Giám đốc Công an Thành phố Hồ Chí Minh ông Mai Hoàng cho biết, tổng cộng 180 đường dây có liên quan đến vận chuyển chất cấm từ châu Âu về Thành phố Hồ Chí Minh đã bị phát hiện, trong đó số lượng người bị khởi tố lên mức 543 người, 212 kg ma túy bị thu giữ cùng 10 khẩu súng. Theo ông Hoàng, các đối tượng bị bắt đã giao dịch ma túy với số tiền lên tới 25 nghìn tỷ đồng.
Đến tháng 7 năm 2024, tổng số người bị khởi tố được công bố là lên tới gần 1.000 người qua số tiền giao dịch khoảng 28.000 tỷ đồng.

## Phản ứng

### Hãng hàng không Quốc gia Việt Nam
Ngày 17 tháng 3, Hãng hàng không Quốc gia Việt Nam đã lên tiếng chính thức và xác nhận về đình chỉ nhiệm vụ của các nữ tiếp viên để thực hiện công tác điều tra. Hãng hàng không này cũng đã khẳng định sẽ không bao che cho nhân viên của mình về những hành vi vi phạm quy định pháp luật. Ngoài ra, phía đại diện Vietnam Airlines cũng đã khẳng định các tiếp viên sẽ phải ký cam kết trước các chuyến bay về việc không mang hộ hay cầm giúp bất kỳ thứ gì. Trả lời ZingNews, lãnh đạo đoàn tiếp viên khẳng định về việc các tiếp viên hàng không đều phải "bắt buộc ký cam kết, quy định không được phép mang hộ, cầm bất cứ thứ gì" đối với tất cả các chuyến bay quốc tế. Tuy nhiên, vị lãnh đạo này cũng cho biết, "đây còn là ý thức của từng người".
Hiện nay, hãng đang phối hợp chặt chẽ với các cơ quan chức năng để điều tra, làm rõ vụ việc, xử lý đúng người, đúng hành vi vi phạm theo đúng quy định của pháp luật và nội quy lao động của đơn vị và sẵn sàng cung cấp các thông tin chính xác, kịp thời dựa trên các nguồn tin xác thực.

### Chính quyền
Chính quyền địa phương cũng đã cho rằng việc phát hiện số chất ma túy "không phải chuyện tình cờ" mà căn cứ vào thông tin tình báo, kiểm soát hải quan,... để chỉ đạo điều tra và phá án". Trong một cuộc họp báo, ông Bùi Lê Hùng, Chi cục trưởng Chi cục Hải quan sân bay đã khẳng định "rất tiếc" khi có nhiều tờ báo đã đưa tin sớm khiến cho các đối tượng buôn ma túy cảnh giác với cơ quan chức năng khi bắt đầu truy lùng thủ phạm. Đồng thời, Cục Hàng không Việt Nam cũng đã chỉ đạo các sân bay tăng cường kiểm tra để sớm phát hiện các đối tượng buôn lậu thông qua đường hàng không. Vụ việc đã được xem là chưa từng có tiền lệ.
Vào ngày 21 tháng 3 năm 2023, Bộ trưởng Bộ Tài chính Hồ Đức Phớc, Phó Trưởng ban Thường trực Ban Chỉ đạo quốc gia chống buôn lậu, gian lận thương mại và hàng giả đã ký quyết định thành lập Tổ công tác chống buôn lậu hàng không với nhiệm vụ tiếp nhận, xử lý những vấn đề liên quan việc buôn lậu, gian lận thương mại và vận chuyển hàng hóa trái phép qua các cảng hàng không quốc tế. Ngoài ra, đơn vị cũng có quyền điều phối đơn vị, lực lượng xử lý trong tình huống đột xuất. Tổ chức này được hoạt động theo dạng kiêm nhiệm với định kỳ 3 tháng họp đánh giá tình hình một lần. Ngày 23 tháng 3, Cục Hàng không Việt Nam đã lên tiếng xác nhận về việc thôi việc đối với 4 tiếp viên hàng không.
Vào ngày 19 tháng 1 năm 2024, theo Thiếu tướng Mai Hoàng, Phó Giám đốc Công an Thành phố Hồ Chí Minh đã cho rằng nhiều đối tượng buôn lậu ma túy đã lợi dụng phụ nữ để vận chuyển với 6 vụ từ nước ngoài về sân bay Nội Bài, rồi chuyển vào Thành phố Hồ Chí Minh và các tỉnh thành cả nước.

### Xã hội
Theo Trưởng Văn phòng Đoàn Luật sư thành phố Hà Nội Nguyễn Anh Thơm, đã gọi đây là một vụ án "đặc biệt nghiêm trọng" và cần xem xét thận trọng, khách quan theo quy định. Ông cũng yêu cầu điều tra tại sao ở Pháp các tiếp viên này lại không bị phát hiện mà có thể đến được tận Cảng hàng không Tân Sơn Nhất. Một luật sư khác của Đoàn luật sư đã gọi việc tiếp viên hàng không bị phát hiện vận chuyển trái phép chất ma túy là chưa từng có. Nhiều nhà quan sát ở Việt Nam cũng đã cho rằng việc tiếp viên hàng không nhận "xách tay" đồ giúp người lạ là điều bất thường và cần được làm rõ. Nhiều hình ảnh về các tiếp viên hàng không của Vietnam Airlines cũng đã được chia sẻ mạnh mẽ trên cộng đồng mạng. Tuy nhiên, nhiều hình ảnh đã được xác định là không đúng sự thật.

## Các vụ án ma túy có liên quan
Ngày 3 tháng 6 năm 2023, Trung tướng Tô Ân Xô, cho biết, trong gần 6 tháng qua, lực lượng công an đã phát hiện, khởi tố trên 13.000 vụ án có liên quan đến ma túy, với trên 20.000 đối tượng, thu giữ trên 14.225 kg heroin, 4.023 kg ma túy tổng hợp, 982.039 viên ma túy tổng hợp và 210 kg cần sa.
Cảnh sát Pháp cho biết ngày 2 tháng 4 năm 2023 đã phá vỡ một đường dây vận chuyển ma túy người Việt. Chủ chốt N'Guyen V là 37 tuổi, vợ anh – một thợ hớt tóc từ Hà Lan – cũng bị tạm giữ. Tổng cộng 7 nghi phạm đã bị tạm giam, 120 kg 120 kg ecstasy bị tịch thu. Chưa rõ 2 đường dây này có liên quan với nhau không.
Ngày 14 tháng 11 năm 2024, Phòng Tham mưu Công an TP Hồ Chí Minh đã cung cấp thông tin xung quanh việc mở rộng đấu tranh chuyên án, xử lý triệt để các đối tượng đã từng mua ma túy từ các đối tượng bị bắt giữ trong chuyên án để tổ chức sử dụng trái phép chất ma túy. Đáng chú ý, các đối tượng liên quan tới cả người mẫu, diễn viên, ca sĩ và những người có ảnh hưởng lớn trên mạng xã hội…